# کمیسیون سه‌جانبه
کمیسیون سه‌جانبه (انگلیسی: Trilateral Commission) یک سازمان بین‌المللی غیردولتی با هدف افزایش همکاری میان ژاپن، اروپای غربی و آمریکای شمالی است. این سازمان در جولای ۱۹۷۳ تأسیس شد. یکی از موسسان اصلی آن، بانکدار آمریکایی، دیوید راکفلر بود. انگیزهٔ راکفلر مواجهه با مسائلی بود که پیش روی وابستگی متقابلِ فزایندهٔ اقتصادی و سیاسی میان ایالات متحده و متحدان‌ش در اروپای غربی، آمریکای شمالی و ژاپن قرار داشت.